# Jack DeLeon
Pour les articles homonymes, voir DeLeon.
Jack DeLeon, né le 19 décembre 1924 à New York et mort le 16 octobre 2006 à Los Angeles, est un acteur de télévision américain.